# ری اولف استین
رَی اولفْ اِسْتین (نروژی: Reiulf Steen) زادهٔ ۱۶ اوت ۱۹۳۳م. در شهر هاروم، در استان بوسکرود؛ و درگذشته به تاریخ ۵ ژوئن ۲۰۱۴م. در سن ۸۰ سالگی در اسلو، یک دیپلمات و سیاستمدار نروژی بود.
 رَی اولفْ اِسْتین، بین سالهای ۱۹۷۵ تا ۱۹۸۱م، رهبر حزب کارگر نروژ بود و بسیاری وی را به عنوان یکی از بهترین نظریه پردازان و سخنرانان حزب کارگر نروژ می‌شناسند.

## پیشینه
پدر و مادر ری اولفْ اِسْتین، هر دو کارگران کارخانه بودند. رَی اولفْ خود، بین سالهای ۱۹۵۰ تا ۱۹۵۴م، در یک کارخانه مشغول کار بود. سپس در سال ۱۹۵۴م، برای یک روزنامه محلی در بوسکرود، مشغول خبرنگاری شد و تا سال ۱۹۵۸م، در این پست باقی ماند. بین سالهای ۱۹۴۷ تا ۱۹۵۴م، وی در شهر زادگاه خود، هاروم، رئیس حوزه حزبی بود. سپس از سال ۱۹۵۴ تا ۱۹۵۸م، ریاست حوزه حزبی در بوسکرود بر عهده وی بود.
رَی اولفْ اِسْتین، بین سالهای ۱۹۶۵ تا ۱۹۷۵م، معاون رهبر حزب کارگر نروژ بود؛ و از سال ۱۹۷۵ تا ۱۹۸۱م، تا پیش از گرو هارلم بروندلاند، رهبری حزب را بر عهده داشت. در سالهای بعد نیز وی همچنان رهبری حزب کارگر نروژ را بین سالهای ۱۹۸۳تا ۱۹۹۰م، در حوزه آکرهوس برعهده داشت.

رَی اولفْ اِسْتین، در سال ۱۹۹۲م، به عنوان سفیر نروژ، به کشور شیلی سفر کرد و تا سال ۱۹۹۶م، در همین پست باقی ماند. در سال ۱۹۹۶م، وی به عنوان مشاور ارشد، در بنیاد فافو، مشغول کار شد و تا سال ۲۰۰۰م، در همان پست مشغول خدمت بود.
بین سالهای ۱۹۹۹ تا ۲۰۰۱م، وی رهبر جنبش بین‌المللی اروپا؛ و بین سالهای ۱۹۹۹ تا ۲۰۰۳م، رئیس هیئت مدیره سازمان کمک‌های مردمی نروژ، بود.

### دولت و مجلس
رَی اولفْ اِسْتین، در دو دولت، منصب وزارت داشت. اول در دولت تریگوه براتلی، بین سالهای ۱۹۷۱ تا ۱۹۷۲م، به عنوان وزیر حمل و نقل نروژ؛ و سپس در دولت اودوار نوردلی، بین سالهای ۱۹۷۹ تا ۱۹۸۱م، به عنوان وزیر بازرگانی نروژ، مشغول خدمت بود.
ابتدا وی بین سالهای ۱۹۶۱ تا ۱۹۶۵م، به عنوان عضو علی‌البدل؛ و سپس بین سالهای ۱۹۷۷ تا ۱۹۸۵م، به عنوان نماینده حوزه انتخاباتی اسلو و بین سالهای ۱۹۸۵ تا ۱۹۹۲م، به عنوان نماینده حوزه انتخاباتی آکرهوس، در مجلس ملی نروژ، حضور داشت.
رَی اولفْ اِسْتین، اول بین سالهای ۱۹۷۷ تا ۱۹۷۹م؛ و سپس از ماه فوریه تا اکتبر ۱۹۸۱م، رئیس کمیته امور خارجه در مجلس ملی نروژ بود. همچنین وی بین سالهای ۱۹۸۱ تا ۱۹۸۵م، ریاست کمیته کلیسا و امور آموزشی در مجلس ملی نروژ را بر عهده داشت. وی بین سالهای ۱۹۸۵ تا ۱۹۸۹م، نایب رئیس مجلس ملی نروژ بود.

### فعالیت بین‌المللی
رَی اولفْ اِسْتین، به مسائل بین‌المللی توجه خاصی داشت و به شدت احساس تعهد می‌کرد. وی بیش از ۳۰ سال، از ۱۹۶۱ تا ۱۹۹۲م، رئیس هیئت مدیره جنبش بین‌المللی ضد آپارتاید بود که برای برانداختن رژیم آپارتاید در آفریقای جنوبی تلاش می‌کرد.
وی همچنین، بین سالهای ۱۹۷۸تا ۱۹۸۳م، نایب رئیس انترناسیونال سوسیالیست و از سال ۱۹۷۵ تا۱۹۹۰م، رئیس کمیته شیلی در انترناسیونال سوسیالیست بود. به علاوه
رَی اولفْ اِسْتین، رئیس هیئتی بود که بعد از جنگ فالکلند در سال ۱۹۸۲م، میان دولت آرژانتین و بریتانیا میانجیگری کرد. 
در سال ۱۹۹۱م، نشان درجه یک برناردو اوخیگینس، به خاطر تلاشهای رَی اولفْ اِسْتین، در راه ایجاد دموکراسی در شیلی، به وی تعلق گرفت.

## یادداشت
1. ↑  https://no.wikipedia.org/wiki/Fremtiden